# Kapillarwelle

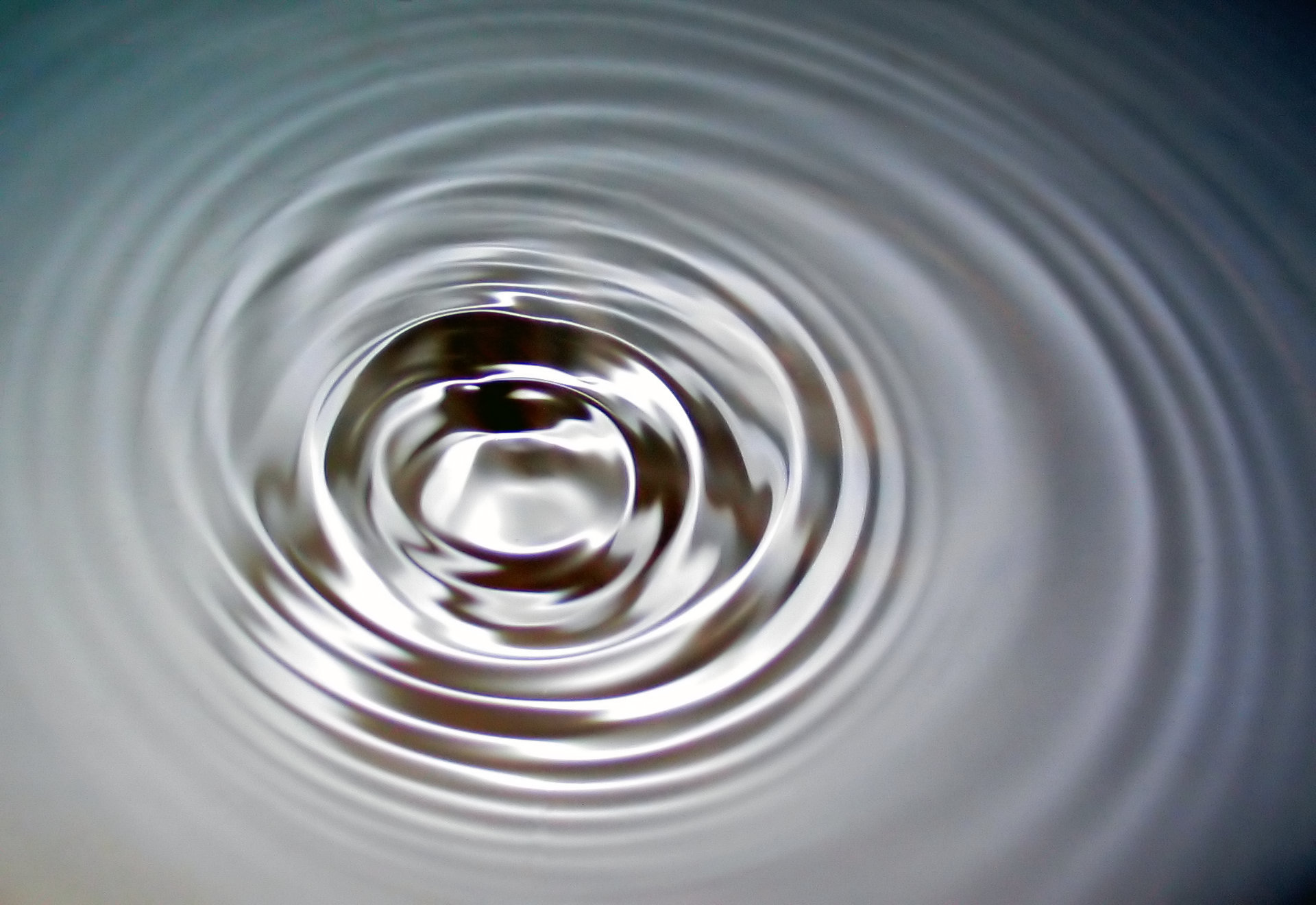
Kapillarwellen auf dem Wasser

Kapillarwellen sind Transversalwellen an einer Flüssigkeitsoberfläche, deren Eigenschaften inklusive der Ausbreitungsgeschwindigkeit hauptsächlich von der Oberflächenspannung der Flüssigkeit abhängen. Dies ist bis zu einer Wellenlänge von etwa einem Zentimeter der Fall.
Mit steigender Wellenlänge gehen Kapillarwellen in Schwerewellen über, bei denen der Einfluss der Schwerkraft überwiegt.

## Physikalische Beschreibung
Am höchsten Punkt eines Wellenberges ({\displaystyle y=h}) wirkt nach der Young-Laplace-Gleichung der Kapillardruck
{\displaystyle p_{\mathrm {kap} }=\sigma {\Bigl (}{\frac {1}{r}}+{\frac {1}{r^{\prime }}}{\Bigr )}={\frac {\sigma }{r}}}
mit
- der Oberflächenspannung {\displaystyle \sigma } in N/m
- den Krümmungsradien der Oberfläche {\displaystyle r} in Ausbreitungsrichtung und {\displaystyle r^{\prime }=\infty } entlang des Wellenrückens. Hierbei gilt {\displaystyle r\approx 1/y^{\prime \prime }}, wobei die Funktion {\displaystyle y(x)} die Form der Oberfläche gemäß der Wellengleichung

{\displaystyle y(x)=h\cdot \sin(2\pi \cdot x/\lambda )}
angibt, mit
- der vertikalen Koordinate {\displaystyle y}
- der horizontalen Koordinate {\displaystyle x}
- der Amplitude {\displaystyle h.}

Somit ist auf dem Wellenberg der Kapillardruck durch
{\displaystyle p_{\mathrm {kap} }=\sigma {\frac {4\pi ^{2}}{\lambda ^{2}}}h}
gegeben und für das Wellental mit entsprechend geändertem Vorzeichen.
Auf dem Wellenberg ist die Geschwindigkeit der Flüssigkeitsteilchen geringer als im Wellental: Für einen Beobachter, der der Welle folgt, haben die Teilchen in ersterem (betragsmäßig) die Geschwindigkeit {\displaystyle c_{\text{kap}}-v} und in letzterem die Geschwindigkeit {\displaystyle c_{\text{kap}}+v}. Dabei ist {\displaystyle c_{\text{kap}}} die Ausbreitungsgeschwindigkeit der Welle und {\displaystyle v} der (halbe) Geschwindigkeitsunterschied. Für einen mit der Flüssigkeit ruhenden Beobachter bewegen sich die Teilchen (in guter Näherung) nicht. Die Propagation der Welle durch die Flüssigkeit entspricht für ihn einer Kreisbewegung der einzelnen Teilchen mit Radius {\displaystyle h} und Radialgeschwindigkeit {\displaystyle v}. Dabei ist die Winkelgeschwindigkeit {\displaystyle \omega } wie gewöhnlich mit der Wellenlänge {\displaystyle \lambda } verbunden:
{\displaystyle \omega ={\frac {v}{h}}=2\pi \,{\frac {c_{\text{kap}}}{\lambda }}}.
Die Differenz der kinetischen Energie pro Volumen (mit Flüssigkeitsdichte {\displaystyle \rho })
{\displaystyle {\frac {\Delta E_{\text{kin}}}{V}}={\frac {1}{2}}\,\rho \,(c_{\text{kap}}+v)^{2}-{\frac {1}{2}}\,\rho \,(c_{\text{kap}}-v)^{2}=2\rho c_{\text{kap}}v={\frac {4\pi h\rho c_{\text{kap}}^{2}}{\lambda }}}
zwischen Berg und Tal entspricht einem Druck (Bernoulli-Formel), der dem Kapillardruck entgegenwirkt.
Aus der Bedingung, dass dieser dynamische Druckunterschied zwischen Wellenberg und Wellental gleich dem Kapillardruckunterschied (dieser entspricht dem zweifachen Betrag des oben angegebenen {\displaystyle p_{\text{kap}}}) zwischen diesen beiden Regionen ist, folgt somit für die Ausbreitungsgeschwindigkeit
{\displaystyle c_{\text{kap}}={\sqrt {\frac {2\pi \sigma }{\rho \lambda }}}}.
Das bedeutet, dass Kapillarwellen eine anomale Dispersion haben, d. h., ihre Ausbreitungsgeschwindigkeit nimmt mit steigender Wellenlänge {\displaystyle \lambda } ab.